# Gasivya
Gasivya är ett vattendrag i Burundi.   Det ligger i provinsen Karuzi, i den centrala delen av landet, 90 kilometer öster om huvudstaden Bujumbura.
Omgivningarna runt Gasivya är en mosaik av jordbruksmark och naturlig växtlighet. Runt Gasivya är det ganska tätbefolkat, med 192 invånare per kvadratkilometer.